# Martin Aagaard
Zacharias Martin Aagaard (13 de octubre de 1863 – 6 de diciembre de 1913) fue un destacado artista noruego que se centró principalmente en la pintura marina.

## Inicios
Zacharias Martini Aagaard nació en la ciudad de Levanger, localizada en el condado de Nord-Trøndelag, Noruega. Realizó sus estudios en la Escuela Técnica de Trondheim y posteriormente en la Escuela Real de Dibujo (hoy conocida como Academia Nacional de Artesanía e Industria Artística de Noruega) en Oslo. Fue discípulo de Harriet Backer y Knud Bergslien, además de aprender bajo la guía del renombrado Christian Krohg. Investigó y exploró diversos paisajes en las regiones de Lofoten y Finnmark.

## Desarrollo profesional
En 1898, Aagaard inició la exhibición de sus trabajos en la ciudad de Bergen. Uno de los hitos de su carrera fue participar en la Exposición Universal de París (1900). Muchas de sus pinturas se caracterizaron por sus grandes dimensiones. En 1909, creó una obra significativa del puerto de Trondheim que incluía embarcaciones recreativas.
Sus creaciones están exhibidas en varios museos, incluyendo el Museo Marítimo de Bergen, el Museo de Nordmøre y el Museo Marítimo de Trondheim.
En tiempos recientes, algunas de sus pinturas han alcanzado precios de entre $438 USD (por *"Ångare"*) y $11,929 USD (por *"Norske Båter Langs Kysten"*).

## Fallecimiento
Aagaard falleció en Kristiania (actual Oslo) en 1913.

## Gallery

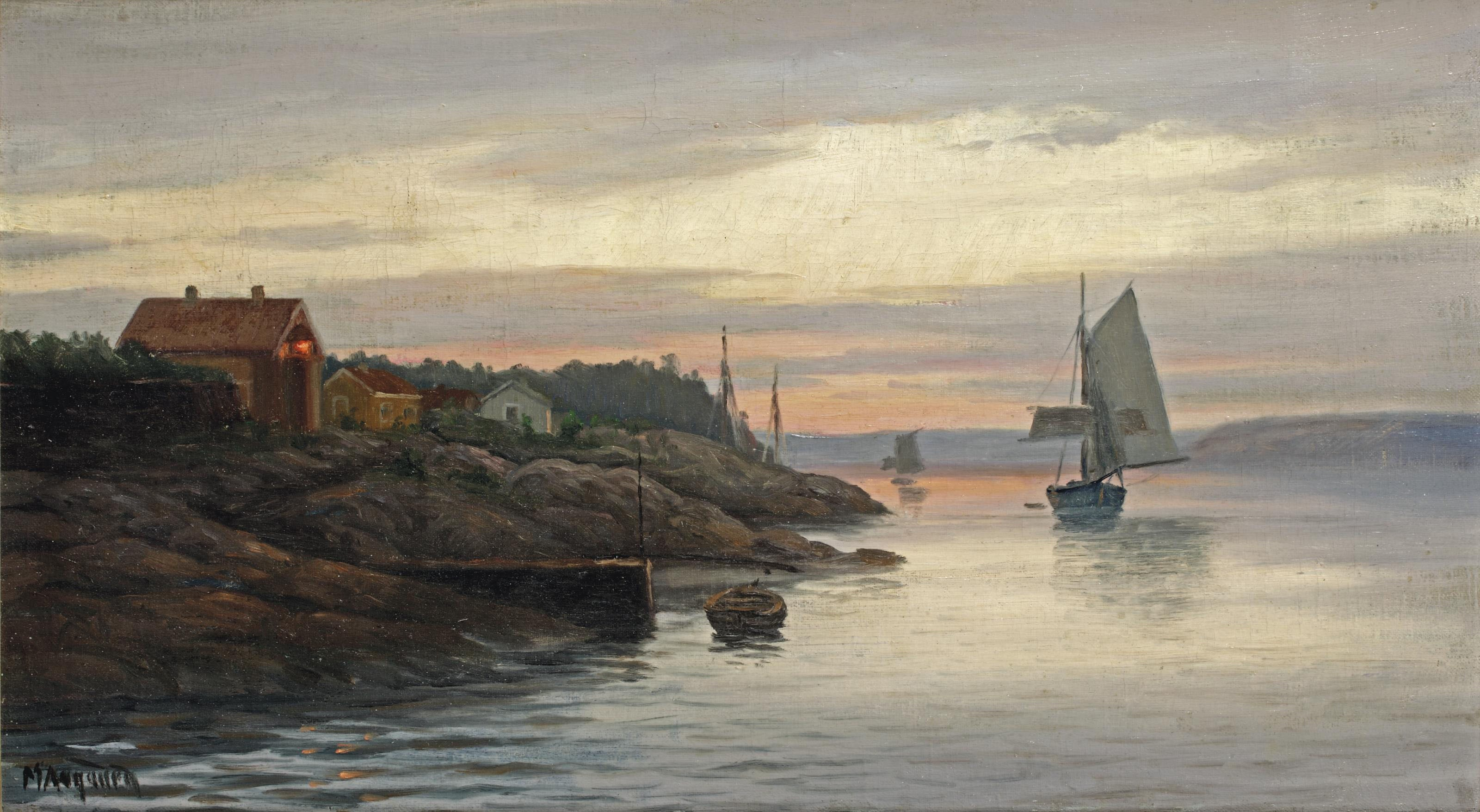
Zarpar desde los fiordos (1880)
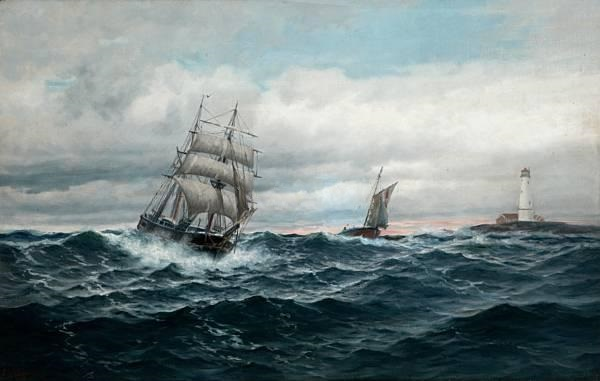
A toda vela
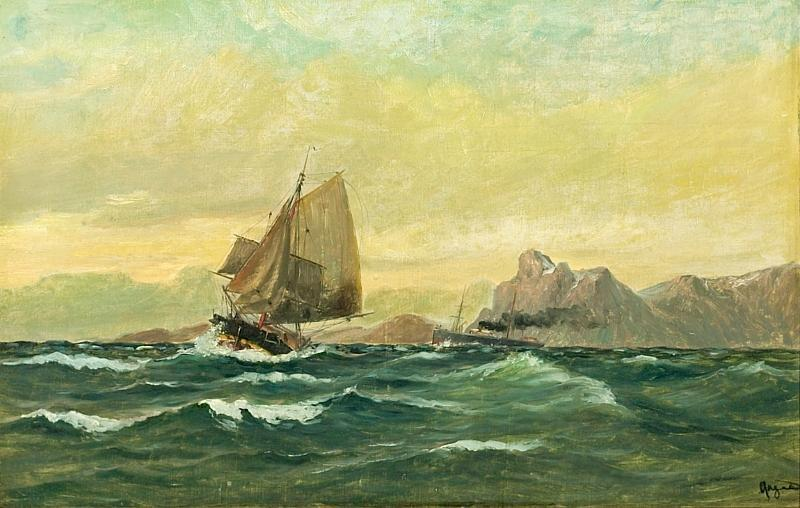
Paisaje marino con formaciones montañosas
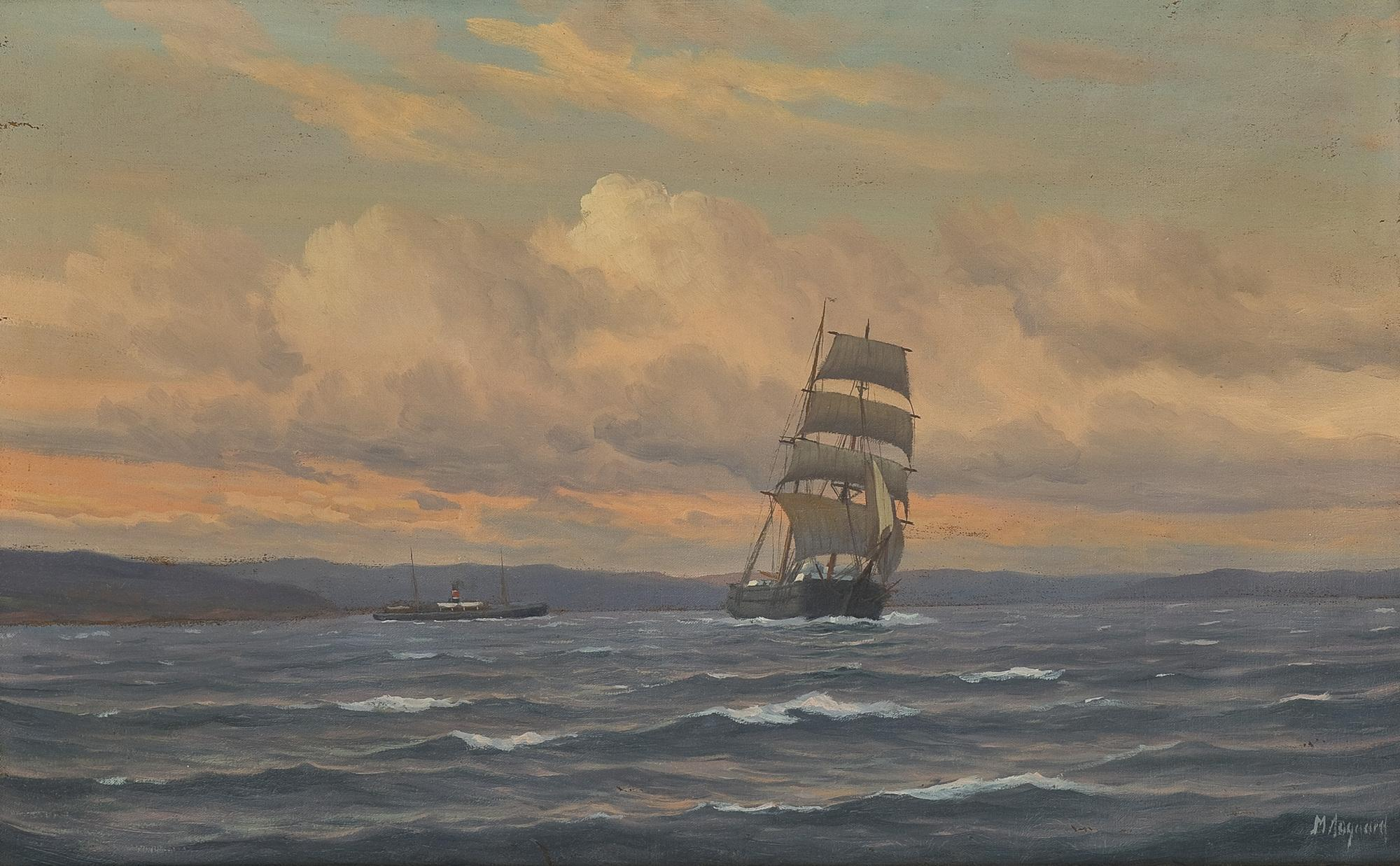
Velero y barco de vapor (1886)
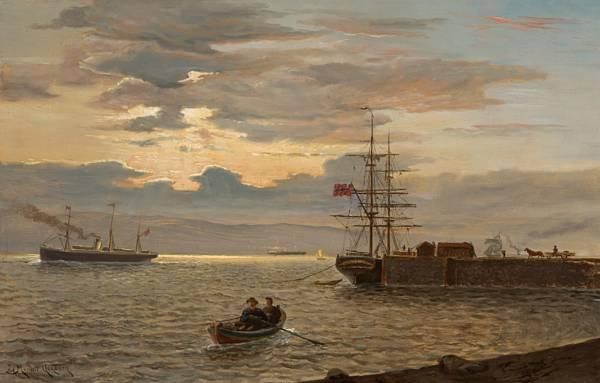
El muelle alemán en Bergen (1886)
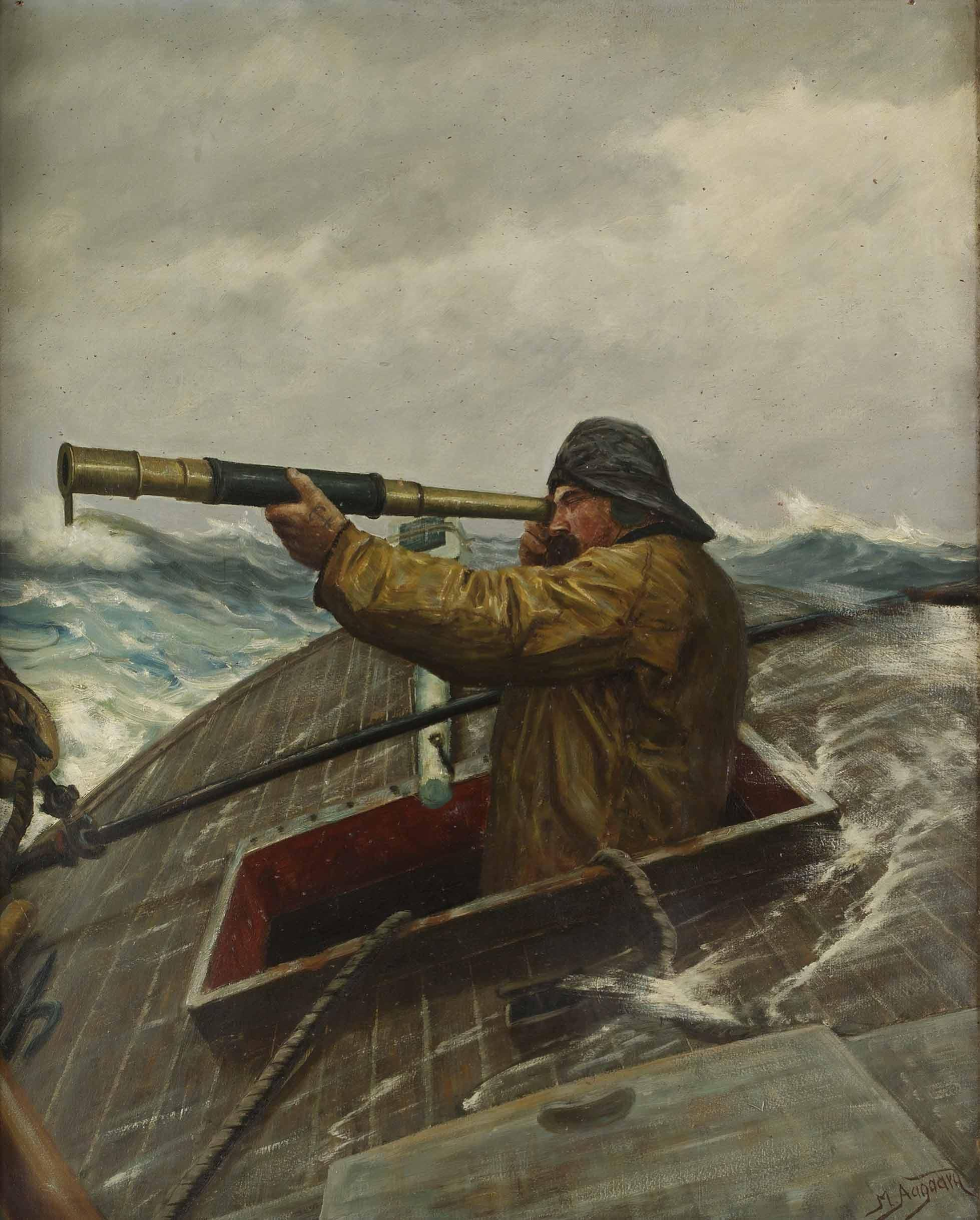
Marinero con catalejo
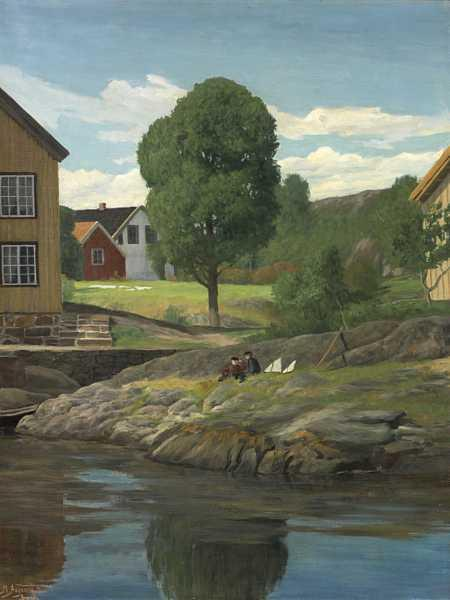
Borøen (1900)